# صحيفة الجمهورية
صحيفة الجمهورية هي صحيفة حكومية في الجمهورية اليمنية تصدر من محافظة تعز. تأسست الصحيفة إبان ثورة 26 سبتمبر عام 1962م.
أغلقت الصحيفة لمدة أربع سنوات بسبب إندلاع الحرب الأهلية اليمنية عام 2015 والتي أدت إلى تدمير جزئي لمقرها ونهب معداتها. أُعيد فتح الصحيفة في أكتوبر 2018.